# 외계 행성

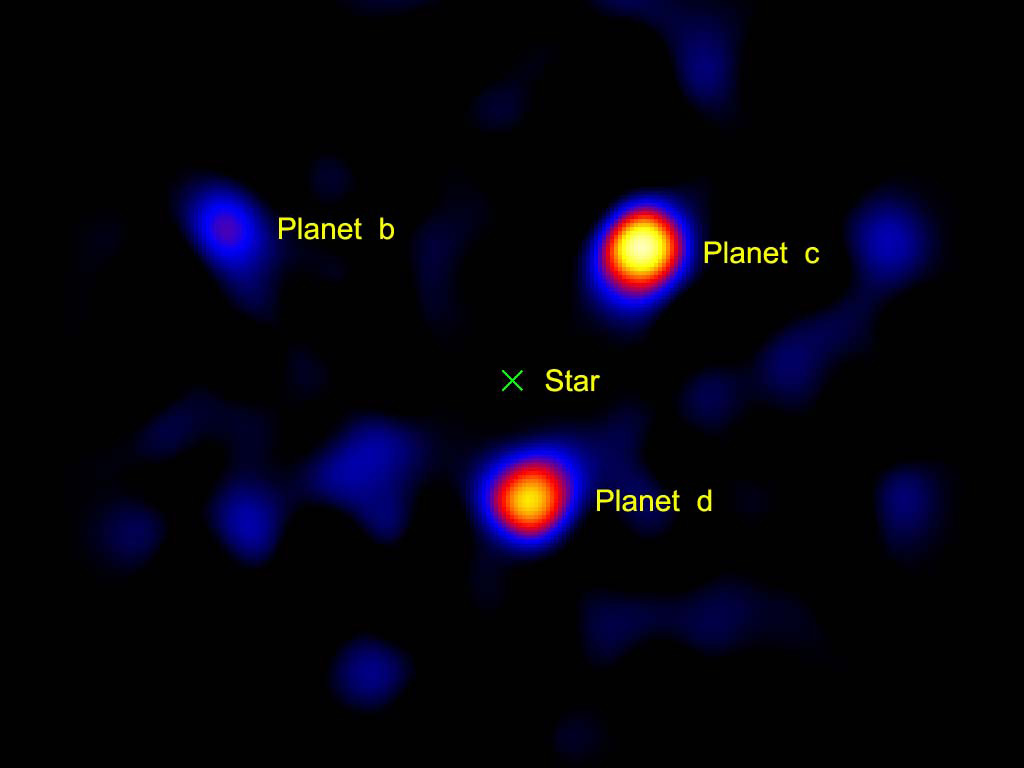
HR 8799을 도는 행성 셋을 헤일 망원경이 찍은 사진. 별에서 나오는 빛은 벡터 소용돌이 코로나그래프를 사용해서 가렸다.

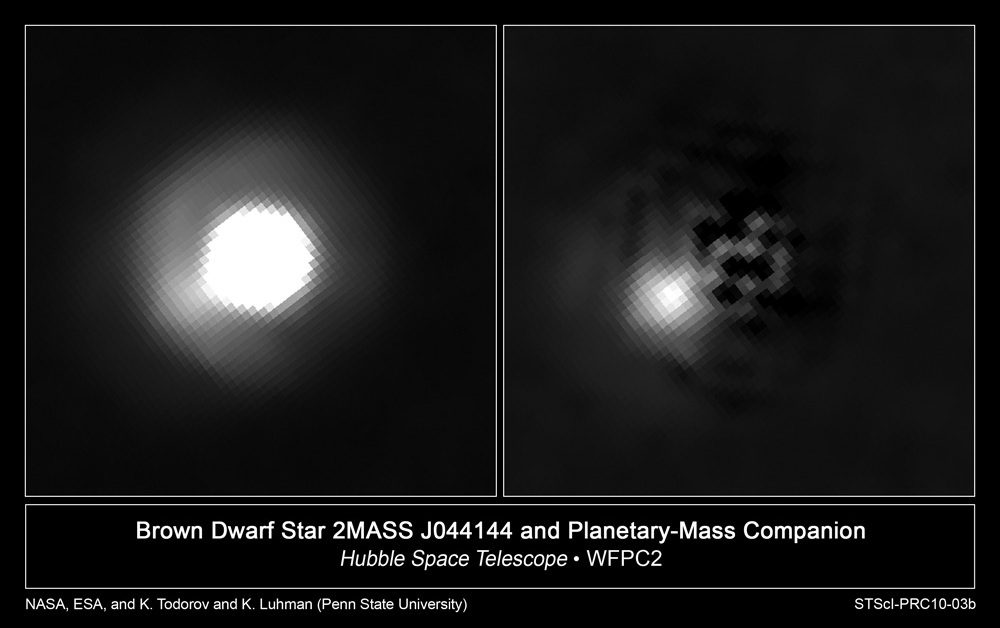
2MASS J044144은 갈색 왜성으로 목성 질량 5~10배의 동반 천체를 거느리고 있다. 동반 천체가 준갈색왜성인지 행성인지는 확실하지 않다.

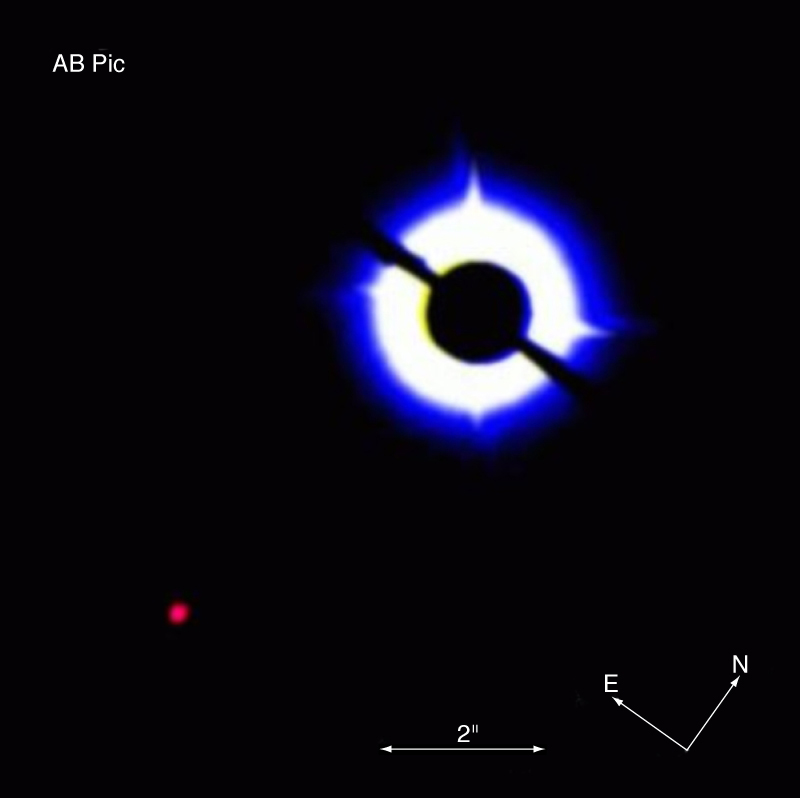
화가자리 AB와 동반천체(좌하단). 동반천체는 갈색 왜성이거나 무거운 행성일 것이다. 2003년 3월 16일 VLT로 촬영. 항성 위에 1.4초각 크기의 오컬팅 마스크를 위치시켰다.

태양계 외 행성(太陽系 外 行星), 외계 행성(外界 行星) 또는 계외 행성(系外行星)은 태양계 밖의 행성으로, 태양이 아닌 다른 항성 주위를 공전하고 있는 행성이다. 지금까지 3800여 개의 외계 행성이 발견되었으며(2018년 6월 23일 기준: 행성계 2,840개에서 행성 3,796개. 이 중 다중 행성계는 632개) 모두 우리 은하 내에 있다. 우리 은하에만 수십억 개의 행성이 존재하는 것으로 추측되며 대부분 항성을 돌고 있으나 일부는 홀로 우주 공간을 움직이는 떠돌이 행성이기도 하다. 발견된 외계 행성들 중 지구와 가장 가까운 행성은 프록시마 b이다.
수 세기에 걸쳐 많은 철학자와 과학자들은 외계 행성이 있으리라고 추측해 왔으나 이들이 얼마나 흔하게 있는지 또는 우리 태양계와 외계 행성계가 얼마나 비슷한지 알 방법이 없었다. 19세기부터 외계 행성을 찾았다는 발표가 여러 번 있었으나 천문학자들의 검증 결과 이 모든 주장들은 기각되었다. 1992년 펄사 PSR B1257+12 주위를 도는 암석 행성들의 존재가 최초로 검증, 발표되었다. 주계열성을 도는 행성 중 최초로 확인된 행성은 페가수스자리 51을 4일에 한 바퀴 도는 가스 행성 페가수스자리 51 b이다. 관측 기술의 향상 덕분에 이후 외계 행성의 발견 속도는 상승했다. 몇몇 외계 행성은 망원경으로 직접 사진을 찍었으나 대다수는 시선 속도와 같은 간접적인 방법으로 발견되었다.
확인된 외계 행성 대부분은 목성 또는 해왕성 정도 덩치의 가스 행성으로 추측되나 가스 행성이 외계 행성들 중 대부분을 차지한다는 의미는 아니다. 단지 무거운 행성들은 쉽게 눈에 띄기 때문이며 선택 편향의 결과이다. 상대적으로 가벼운 지구질량 수 배 정도의 외계 행성들도 많이 발견되었으며 통계적 연구결과 이들 암석형 외계 행성의 수는 가스 행성보다 많은 것으로 보인다. 최근 지구와 비슷하거나 작은 질량의 행성들도 발견되고 있으며 이들 중 일부는 질량 외의 여러 속성이 지구와 비슷한 것도 있다. 갈색 왜성을 도는 외계 행성들도 있으며 어떤 항성에도 속박되지 않고 우주를 떠도는 행성도 있다. 그러나 이런 특수한 상황에서 천체들에 '행성' 명칭이 항상 적용되는 것은 아니다.
일부 행성은 생명체 거주가능 영역 내를 돌고 있어 표면에 액체 물(또는 생명체)이 존재 가능할 것으로 보이며, 이런 행성들의 발견으로 외계 생명체의 존재 여부에 대한 관심은 증폭되고 있다. 외계 행성이 생명체를 품기에 적합한지의 폭넓은 요소들을 고려하는 것을 행성 거주 가능성 연구라고 하며 이는 외계 행성 탐사에 포함된다.

## 발견 역사

### 초창기 발견 주장
16세기 이탈리아의 신학자인 조르다노 부르노(코페르니쿠스의 태양중심설을 옹호했음)는 붙박이별들은 태양과 비슷하며 그 주위는 우리 태양계처럼 행성들이 돌고 있다고 주장했다. 그는 1600년 종교 재판소의 결정에 따라 말뚝에 묶여 화형에 처해졌다. 그러나 그의 천문학적 관점이 유죄판결의 주된 이유는 아니었다.
18세기에 영국의 물리학자인 아이작 뉴턴은 《자연철학의 수학적 원리》에 부르노와 비슷한 주장을 적어 놓았다. 태양계 행성들과의 비교를 통해 뉴턴은 이렇게 기록했다. “...그리고 만약 붙박이별들이 각각 태양처럼 계(系)의 중심이라면 이들은 모두 비슷한 형태로 구성되어 있을 것이며 ‘절대자’의 다스림 아래 있을 것이다.”

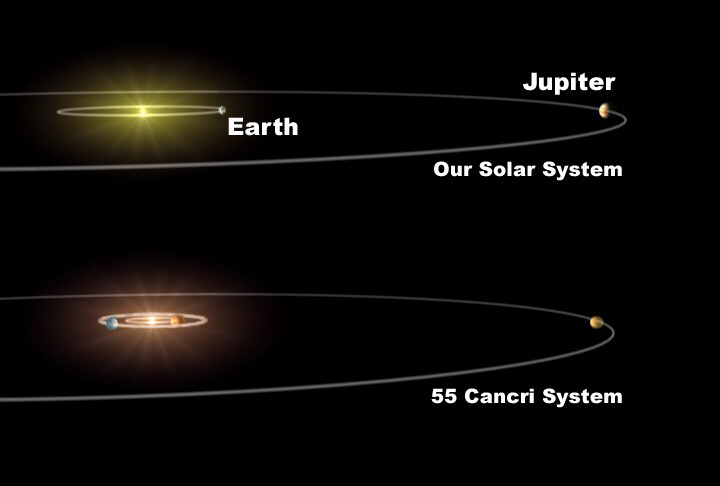
우리 태양계를 게자리 55 계와 비교한 그림.

### 철회된 발견 주장
외계 행성을 발견했다는 주장은 19세기부터 있었다. 대표적으로 쌍성 뱀주인자리 70에 행성이 있다는 주장을 꼽을 수 있다. 1855년에 영국 동인도 회사의 마드라스 천문대에 근무하던 제이콥은 쌍성 궤도의 불규칙함이 행성 존재로부터 나오는 결과라고 주장했다. 1890년대에는 시카고 대학교 및 미국 해군 천문대 소속인 토머스 시는 뱀주인자리 70의 공전궤도의 변칙성은 항성을 36년 주기로 도는, 눈에 보이지 않는 천체가 있기 때문이라고 주장했다. 그러나 포레스트 레이 몰턴은 세 개 천체로 이루어진 계는 매우 불안정하다는, 토머스 시의 주장을 공격하는 논문을 발표했다. 1950년대에서 1960년대에 걸쳐 스와스모어 대학교의 페터 반 데 캄프는 바너드 별 주위에 행성이 존재한다는 주장을 여러 차례에 걸쳐 내놓았다. 현재 천문학자들은 초기 외계 행성을 발견했다는 주장 모두를 관측자들의 착오로 간주하고 있다.
1991년에 앤드루 린, 베일스, 셰머는 펄사 타이밍 기법을 사용하여 PSR 1829-10 주위를 도는 펄사 행성을 발견했다고 주장했다. 이 주장은 학계의 지대한 관심을 받았는데, 펄사의 주기를 계산하는 프로그램이 지구 공전궤도의 이심률을 반영하지 않아 생긴 착오로 판명되었으며 린 및 동료들은 곧장 자신들의 주장을 철회했다.

### 검증된 발견 사실

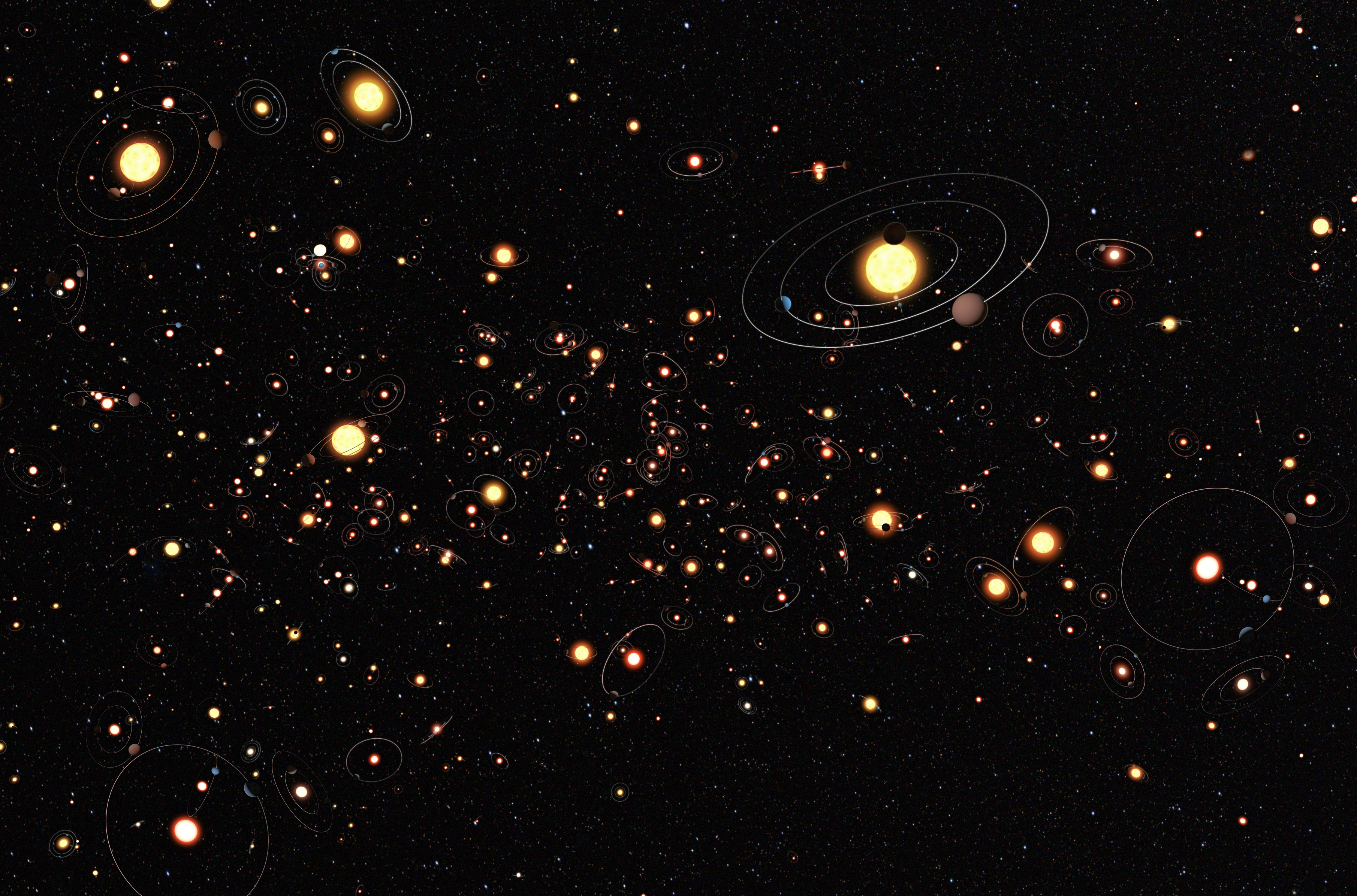
우리 은하 내 별들 주위에 얼마나 행성들이 흔하게 있는지를 보여주는 상상화.

1988년에 캐나다의 천문학자인 브루스 캠벨과 G. A. H. 워커, 스티븐슨 양은 항성 세페우스자리 감마 주위를 도는 행성이 있다고 주장했다. 이들의 발견은 추가 검증을 통해 그 존재가 논문으로 출판된 최초 사례였다. 캠벨 일행은 행성을 발견했다는 사실을 조심스럽게 발표했으나 이들의 시선속도 관측자료는 감마별을 행성 한 개가 돌고 있음을 증명하고 있었다. 다만 캠벨의 관측 자료 일부는 당시 관측장비 성능의 한계점 근처에 있었기 때문에 천문학자들은 이후 수 년 동안 이 발견 및 다른 비슷한 관측들에 대하여 냉소적인 반응을 보였다. 행성이 분명한 천체 몇몇도 갈색 왜성(항성과 행성 중간 정도 질량을 지닌 천체)으로 여겨졌다. 1990년 세페우스자리 감마를 도는 행성이 존재함을 입증하는 추가 논문들이 발표되었으나 1992년 추가로 발표된 논문은 다시금 심각한 논란을 불러왔다. 결국 2003년 개선된 관측 장비의 성능 및 기술에 힘입어 세페우스자리 감마를 도는 행성의 존재는 검증되었다.
1992년 4월 21일에 전파천문학자인 알렉산데르 볼시찬과 데일 프레일은 펄사 PSR 1257+12을 도는 행성 두 개를 발견했다고 발표했다. 이 발견은 추가연구를 통해 검증되었고, 외계 행성의 존재가 입증된 최초의 발견으로 인정받고 있다. 이들의 탄생 과정에 대해 두 가지 학설이 있다. 첫째, 초신성 폭발로 펄사가 태어났으며 폭발 잔해로부터 제2의 행성 생성 과정이 진행되었다는 학설과 둘째, 폭발로 가스 행성의 가스층이 쓸려나간 뒤 남은 암석핵이 어찌하여 살아남아 지금의 궤도를 돌고 있다는 학설이다.
1995년 10월 6일에 제네바 대학교의 미셸 마요르, 디디에 쿠엘로는 태양과 비슷한 G형 주계열성 페가수스자리 51을 도는 외계 행성 하나를 발견했다고 발표했다. 프랑스 프로방스 주 천문대에서 관측된 이 발견은 행성 탐사 역사에 새로운 전환기를 마련했다. 기술적 진보(고해상도 분광기의 기여가 대부분임)로 이후 외계 행성들의 발견 속도는 크게 빨라졌다. 천문학자들은 외계 행성이 어머니 별을 중력적으로 흔드는 효과를 관찰하여 간접적으로 행성을 발견할 수 있었다. 일부 항성들이 거느린 행성들은 우리 시선과 항성 사이를 지나가면서 별의 밝기를 감소시키며, 이러한 방법으로 발견된 행성도 많다.
초창기 발견된 외계 행성들은 어머니 별 바로 옆을 도는 매우 무거운 행성들이 대부분이었다. 천문학자들은 이러한 뜨거운 목성의 존재에 놀랐는데 그 이유는 기존의 행성 탄생 이론은 우리 태양계의 목성, 토성처럼 별에서 멀리 떨어진 곳에서 무거운 천체가 태어난다고 설명해 왔기 때문이다. 그러나 결국 비슷한 뜨거운 목성들이 계속 발견되었으며 지금 이런 뜨거운 목성들은 외계 행성 중 적은 수가 아님이 확실해졌다. 1999년에 안드로메다자리 웁실론은 두 개 이상의 행성을 거느린 항성에 그 이름을 최초로 올렸다. 다른 다행성계가 이후 계속 발견되었다.
2012년 12월 1일 기준으로 외계행성 백과사전에 등재된 태양계 이외 행성의 수는 853개이다. 이 중 일부는 1980년대 후반 그 존재에 대한 논란이 일었던 행성들도 있다. 이들 외계 행성은 672개의 항성계 구성원이며 항성계 중 126개는 다중행성계이다. 케플러-16은 쌍성계를 도는 행성을 거느리고 있다.
2012년 2월에 실시된 NASA의 케플러 계획(현재 작동 중지)에서는 우주선에 부착된 망원경으로부터 발사 후 16주간 우주를 관측하여 2,321개의 외계행성 후보를 발견했다(이들은 아직 검증되지 않았다). 이들은 1,790개 항성계의 구성원이다.
2012년 10월 17일에 지구에서 가장 가까운 항성계인 센타우루스자리 알파를 도는 센타우루스자리 알파 Bb의 발견이 공표되었다. 이 행성의 질량은 지구와 비슷하나 생물권 내에 있지 않아 액체 물이 표면에 존재할 수 없다.

## 발견 방법
어머니 항성에 비하면 행성들은 너무 어둡다. 가시광선 파장에서 이들이 내는 빛은 항성의 백만 분의 일 이하이다. 이렇게 흐릿한 빛을 잡아내는 것은 어려운 일이며 어머니 별에서 나오는 빛이 이를 가려버린다. 따라서 어머니 별의 강한 빛을 가리지만 행성에서 나오는 빛은 남겨놓아야 하는데, 이는 현재 기술적으로 큰 도전거리이다.
앞에서 설명한 이유 때문에, 현재 기술 수준에서 망원경을 이용하여 외계 행성의 상을 찍는 것은 예외적인 경우가 아니면 불가능하다. 상을 찍을 수 있는 경우라도, 행성의 질량이 크고(목성보다 훨씬 더 커야 함), 어머니 항성에서 제법 떨어져 있으며, 적외선 영역에서 많은 빛을 낼 정도로 내부열을 갖고 있어야 한다.
지금까지 발견된 외계 행성들 중 대부분은 간접적인 방법을 통해 발견했다.

도플러 효과의 원리. 외계 행성과 어머니 항성이 질량 중심을 돌고 있다. 외계 행성은 항성을 돌면서 항성을 좌우로 흔든다.

통과법의 원리. 행성은 어머니 항성을 가리면서 일정량 빛을 차단한다.

- 위치천문학: 위치천문학은 하늘에서 항성의 위치를 정확하게 측정하고 시간이 흐름에 따라 항성이 원래 있던 위치에서 어떻게 이동하는지를 다룬다. 만약 항성이 행성을 거느리고 있다면 행성이 항성에 미치는 중력으로 인해 항성의 위치는 변하게 되며, 이 변하는 위치는 행성과의 질량 중심을 기준으로 작은 원 또는 타원 궤도를 그리게 된다.(우측 그림)
- 도플러 효과: 시선속도법[35] 이라고도 부른다. 시선 속도를 통해 항성이 지구에서 가까워지거나 멀어지는 것을 알 수 있다. 이 시선 속도는 분광선을 통해 알아낸 것이며, 분광선은 도플러 효과를 통해 알아낸 것이다. 지금까지 외계 행성을 발견하는 데 가장 많이 이용된 방법이다.
- 펄사 타이밍: 펄사(초신성이 폭발하고 남은, 막대한 밀도를 지닌 작은 천체)는 자전하면서 극도로 규칙적인 전파를 뿜는다. 이 전파의 발산 주기에 약간의 변화가 있을 경우 이는 펄사가 흔들리고 있다는 뜻이 되며 주위에 행성을 거느리고 있다는 증거가 된다.
- 횡단법[35]: 통과법, 트랜싯법이라고도 한다. 만약 어떤 행성이 우리 지구 관측자의 눈과 항성 사이를 지나갈 경우 항성 표면에 검은 원반이 지나가는 것처럼 보일 것이며, 항성의 밝기는 원반이 항성을 가리는만큼 어두워질 것이다. 여기서 감소된 밝기를 통해 행성의 크기를 알 수 있게 된다.
- 미세중력렌즈 효과: 중력 렌즈법에 의하면 어떤 별의 중력장을 렌즈처럼 이용할 경우 배경별의 빛을 증폭시킬 수 있다. 여기서, 앞쪽에 있는 항성에 행성이 있을 경우 뒷쪽 별에서 오는 빛의 광도곡선에 불규칙성이 발생하게 된다.
- 별주위 원반: 많은 별 주위에 우주 먼지가 둘려 있으며 이들은 항성의 빛을 흡수하여 적외선 형태로 재발산한다. 적외선 발산이 관측된 항성 주위에는 별주위 원반이 있으며, 별주위 원반이 있는 항성계에는 행성이 존재할 가능성도 크다.
- 식쌍성법: 한 쪽 별이 다른 별을 가리는 쌍성계에서 밝기의 미묘한 변화를 통해 행성이 항성의 앞으로 왔다가 뒤로 사라진다는 증거를 얻을 수 있다. 이 방법은 쌍성계에 존재하는 행성을 찾는 데 있어 가장 믿을 만한 수단이다.
- 공전 위상법: 달이나 금성은 태양을 돌면서 원반 모양이 차거나 이지러지는 등 상에 변화가 생긴다. 외계 행성 역시 항성을 공전하면서 차거나 이지러진다. 궤도경사각에 따라 위상에 차이가 생긴다. 위상을 연구함으로써 과학자들은 행성 대기 내 입자 크기를 계산할 수 있다.
- 편광계류법: 별빛은 대기 분자와 상호 작용하여 편광 현상을 일으키며 이는 편광계를 이용하여 감지할 수 있다. 이 방법을 사용하여 행성을 발견할 수 있다.

몇몇을 빼고 거의 대부분의 외계 행성은 지상에서 관측하여 찾아낸 것이다. 그러나 지구 대기의 떨림에 영향받지 않는 관측 기구를 우주로 쏘아 보내는 계획들이 진행되고 있다. COROT은 2006년 12월 발사되었으며 현재 우주 공간에서 외계 행성 탐사 임무를 맡고 있는 유일한 우주 탐사 계획이다. 허블 우주 망원경도 여러 개의 행성을 찾아냈다. 앞으로 실행 예정에 있는 외계 행성 탐사 계획으로 케플러 계획, 뉴 월드 계획, 다윈, 우주 간섭계 계획, PEGASE 등이 있다.

## 일반적 특성

### 항성의 특징
알려진 대부분의 외계 행성들은 우리 태양과 비슷한 별(분광형으로는 F, G, K형 주계열성)을 돌고 있다. 이처럼 태양과 비슷한 별들 주위에서 행성들이 많이 발견된 이유는, 행성 탐사 계획들이 이런 별들을 집중적으로 관측하도록 설계되었기 때문이다. 그러나 이런 점을 고려하더라도, 통계적 분석에 따르면 질량이 작은 별들(적색 왜성이 대표적이다)은 행성을 가질 확률이 작거나, 거느리고 있더라도 질량이 작기 때문에 발견하기 힘든 것으로 밝혀졌다. 최근 스피처 우주 망원경의 관측 결과에 따르면 태양보다 훨씬 더 뜨거운 분광형 O 항성은 광증발효과를 발생시켜 행성이 생겨나는 것을 막는다고 한다.
항성들은 대부분 수소나 헬륨 같은 가벼운 원소들로 이루어져 있으나, 적은 양이기는 하나 철과 같이 무거운 원소도 가지고 있다. 이처럼 무거운 원소이 얼만큼 있느냐를 중원소 함량으로 표시한다. 중원소 함량이 큰 별들은 행성을 거느릴 확률이 높으며, 이들은 중원소 함량이 작은 별들보다 행성들의 질량이 보다 커지는 경향을 보인다.

### 관측된 특성
발견된 외계 행성 후보 대부분은 간접적 방법을 이용하여 발견되었기 때문에 특정한 물리적 수치 및 궤도요소만을 알 수 있다. 발견 방법 중 가장 많이 쓰인 것은 도플러 분광법인데, 이 방법을 쓸 경우 공전 주기, 궤도 평균 거리, 궤도 이심률, 각거리, 근일점, 반진폭 등을 알 수 있다. 다만 궤도경사각이 어느 정도인지는 알 수 없기 때문에 해당 천체의 최소 질량만을 알 수 있다. 따라서 경사각이 실제 어느 정도이냐에 따라 행성으로 알고 있었던 천체가 실제는 갈색 왜성이나 적색 왜성 등 훨씬 더 무거운 천체로 밝혀진 경우도 있다. 다만 흔치 않게 행성의 궤도경사각이 밤하늘에 대해 거의 수직(90도에 가까움)일 경우 행성은 별 앞을 지나가며 이 경우 행성의 실제 질량과 반지름을 알 수 있다. 여기에, 행성 여러 개가 있는 계(系)의 경우 위치천문학적 관측과 동역학적 연구를 통해 한 행성의 질량 오차값을 줄여나갈 수 있다.
항성 앞을 행성이 지나갈 때 분광기를 이용하여 관측, 행성 대기의 조성물을 분석할 수 있다. 2차 통과(행성이 항성 뒤로 돌아갈 때 일어남)를 통해 행성에서 방출되는 적외선 복사를 감지할 수 있다. 적외선 관측으로 항성에 매우 가깝게 붙어 있는 행성의 표면 온도가 어떻게 형성되어 있는지를 연구할 수 있다.

### 선택적 효과

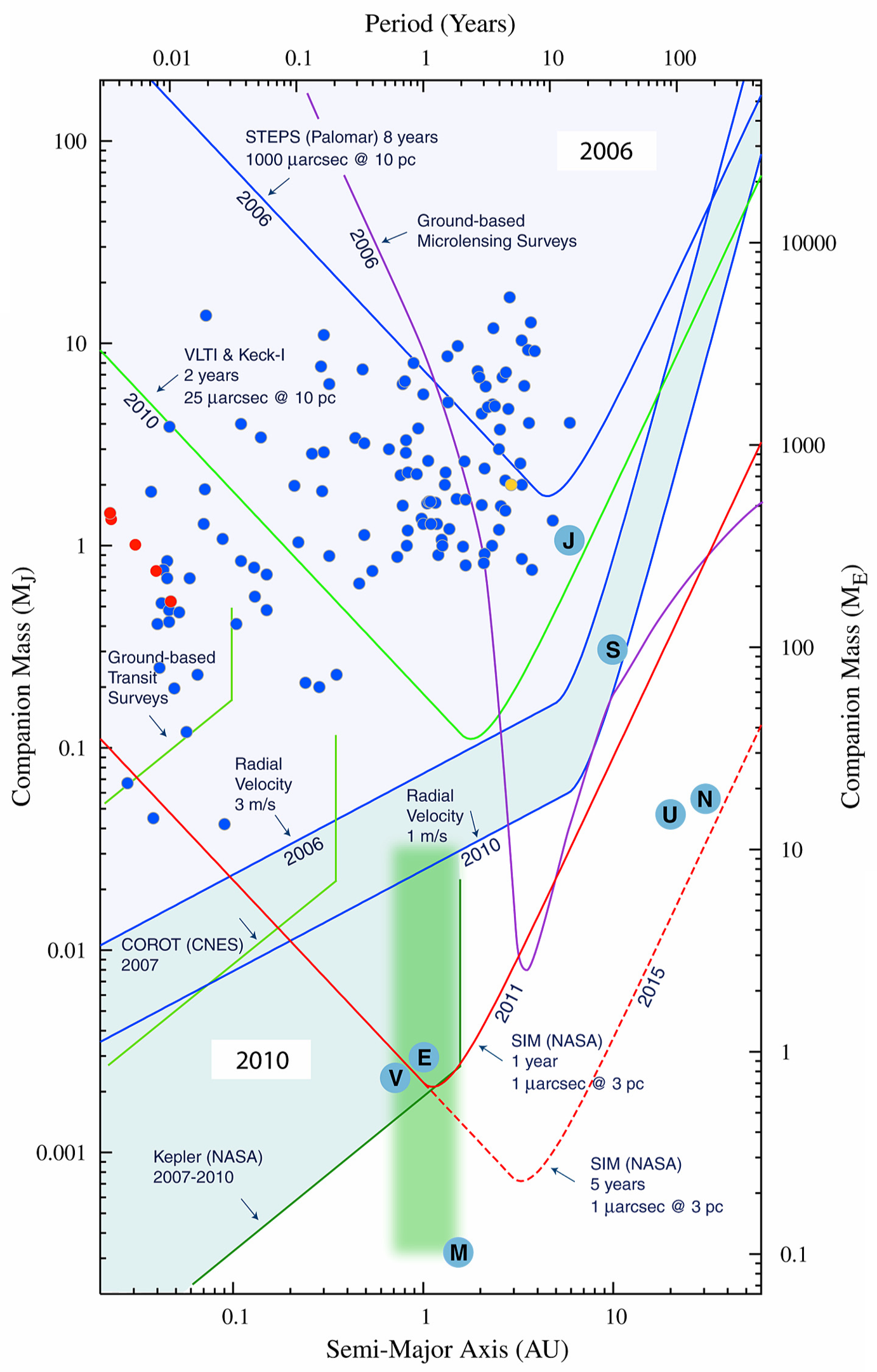
이 그림은 2004년 8월 31일까지 발견된 모든 외계 행성들을 표시하고 있다. 발견 방법에 따라 시선 속도법(파랑), 트랜싯법(빨강), 미시중력렌즈법(노랑)으로 다르게 표시했다. 이 그림에는 지상 관측 및 우주 관측시 민감도(발견 가능한 천체 질량 하한선)도 함께 표시되어 있다.

지금까지 발견된 외계 행성 대부분은 목성 또는 그 이상으로 매우 무거운 질량을 지녔다. 2008년 8월 기준으로 지구 질량 10배 미만 행성의 숫자는 12개에 불과하다. 적지 않은 행성들은 목성보다도 훨씬 무겁다. 그러나 이는 편향적인 결과에 불과하다. 지금까지 개발된 발견 방법으로는 작고 가벼운 행성보다는 무겁고 덩치 큰 행성들을 발견하기가 훨씬 쉽다. 이처럼 쏠린 결과는 통계적 분석을 어렵게 만드나 실제 지구처럼 가벼운 행성들은 무거운 가스 행성들보다 흔하게 존재하는 것으로 추측된다. 또한 관측 기술이 아직 정교하지 못함에도 불구하고 지구질량 수 배 수준 행성들이 여럿 발견되었음을 고려하면, 작은 행성들은 매우 흔하게 우주에 존재하는 것으로 생각된다. 칠레 소재 라 실라 천문대 HARPS 스펙트럼 사진기 2008년 자료에 따르면 항성 14개 중 하나 꼴로 가스 행성이 있으며, 다시 가스 행성이 있는 별 셋 중 하나 꼴로 지구질량 30배 이하의 암석 행성을 거느리고 있을 가능성이 높은 것으로 밝혀졌다.
많은 외계 행성들은 어머니 항성을 우리 태양계 수성보다 훨씬 더 가까운 곳에서 돌고 있다. 이 사실은 관측적인 선택편향으로 해석 가능하다. 시선속도법은 작은 궤도를 도는 행성들을 보다 잘 찾아낸다. 천문학자들은 처음에는 이런 “뜨거운 목성”의 존재에 충격을 받았으나 현 시점에서 대부분의 외계 행성들은(혹은 적어도 대부분의 무거운 외계 가스 행성들은) 항성에서 보다 멀리 떨어져 있음이 확실하다. 그 중 일부는 물이 액체 상태로 존재 가능한 생물권 내를 도는 경우도 있다. 대부분의 외계 행성계에는 목성이나 토성과 비슷한 덩치의 가스 행성이 적어도 한 개 또는 두 개씩은 있을 가능성이 높다.
공전 이심률은 행성이 어머니 항성을 얼마나 찌그러진 궤도를 그리면서 도는지를 보여준다. 발견된 행성들 대부분의 궤도는 크게 찌그러져 있다. 이는 관측적 선택편향이 아닌, 외계 행성들이 보여주는 보편적 모습이다. 그 이유로 궤도 이심률은 행성 발견 감지도에 영향을 끼치는 요소가 아니기 때문이다. 타원 궤도가 흔하다는 사실은 과학자들에게 있어 중대한 수수께끼인데, 현재 행성 탄생 이론에 따르면 행성의 궤도는 원에 가깝게 형성되어야 하기 때문이다. 이러한 의문을 설명할 수 있는 이론 중 하나로 T 왜성(메탄이 포함된 갈색 왜성)과 같은 작은 동반 천체가 행성계에 숨겨져 있어 행성의 궤도를 뒤틀리게 만든다는 주장이 있다. 이는 우리 태양계가 흔치 않은 사례일 것임을 암시해 주는데, 그 이유는 수성을 뺀 모든 행성들이 원에 가까운 궤도를 돌고 있기 때문이다.

### 외계 행성들은 흔하다
2015년까지 1800개가 넘는 외계 행성들이 발견되었으며 꾸준히 계속 발견되고 있다. 카네기 과학 재단의 앨런 보스 박사는 우리 은하 안에만 수천억 개의 암석 행성이 있을 것으로 추측했다. 그는 이들 중 많은 곳에 간단한 형태의 생명체가 존재하며 수천 개의 문명이 존재할 수 있다고 주장했다. 그는 태양과 비슷한 항성 주위에는 평균 지구와 비슷한 행성이 하나씩은 있다고 추측했다.
최근 에든버러 대학교 천문학 연구팀은 외계 지적문명의 수가 최소 361개, 최대 37,964개에 이른다는 연구 발표를 내놓았다.

### 수치 측정 축소 가능성
외계 행성이 한 개만 있는 행성계의 시선 속도 곡선은 대부분 궤도이심률이 0.1 이상임을 보여준다. 그러나 모의 실험 결과 행성이 2개 있을 경우 궤도가 원형이 되는 경우가 많았다. 항성 주위 1개만 있다고 보고된, 이심률이 비교적 작은 행성들 중 약 15퍼센트가 숨겨진 형제 행성이 있을 가능성이 있다.

### 밝혀지지 않은 의문점
외계 행성의 여러 속성에 대해 밝혀지지 않은 의문점들 - 구체적인 행성 조성물이나 위성이 있는지의 여부 등 - 이 남아 있다. 최근 여러 외계 행성 대기를 조사한 결과 물이 없었다는 점은 우리가 외계 행성들의 속성에 대해 아직 모르는 것이 많음을 시사해 주었다. 또다른 의문점으로 외계 행성에 생명체가 존재할 수 있는가의 여부가 있다. 여러 개의 행성들은 어머니 항성의 생물권 내를 공전하고 있다. 이들 대부분은 지구보다는 목성과 비슷한 가스 덩어리이다. 만약 이들 주위에 거대한 위성들이 있다면 이 위성 표면은 생명체가 살기에 적당한 환경일 것이다. 그러나 별과 별 사이 거리를 뛰어넘어 외계 행성에서 생명체의 존재(혹은 문명의 존재)를 감지하는 것은, 비록 외계 생명이 흔한 사실이라고 하더라도, 기술적으로 매우 힘든 도전 과제가 될 것이다.

## 정의
국제천문연맹(IAU)이 제정한 행성의 정의에 따르면, 행성은 일단 항성 주위를 돌아야 한다. 그러나 현 IAU의 행성에 대한 정의는 우리 태양계 내에만 적용될 뿐 외계 행성들까지 고려한 것은 아니다. '실효성 있는' 외계 행성에 대한 정의는 2001년 제정되었고 2003년 마지막으로 개정되었다. 자세한 내용은 아래와 같다.
| “ | 1. 중수소 열핵 융합 작용이 일어나는 수준보다 낮은 실제 질량(현재로서는 태양과 비슷한 중원소 함량을 지닌 천체의 경우 목성질량 13배 수준)을 지니며, 항성 또는 항성의 잔해 주위를 돌아야 한다(어떻게 형성되었는지는 중요하지 않다). 외계 행성으로 인정받기 위해 필요한 최소 질량/크기의 기준은 우리 태양계 천체들의 기준과 동일하다. 2. 중수소 열핵 융합 작용 기준선 이상으로 무거운 준항성(準恒星) 천체들은 '갈색 왜성'이며, 이들이 어떻게 생겨났는지 또는 어디에 자리잡고 있는지는 중요하지 않다. 3. 중수소 열핵 융합 작용 기준선 이하 질량을 지닌, 젊은 성단 내 자유로이 떠다니는 천체들은 행성이 아니며 대신 '준갈색왜성'(또는 더욱 적합한 다른 이름이 있다면 그것으로 한다)으로 부른다. | ” |

자유롭게 떠돌아다니는 행성급 천체들(별을 돌지 않으며, 떠돌이 행성 또는 성간 행성으로 불릴 때도 있음)의 존재가 보고되어 있다. 이런 천체들은 외계 행성의 범주에 해당되지 않기 때문에 본 문서에서 다루지 않을 것이다. 이들 중 일부는 항성 주위에서 태어났을 것으로 추측되나(즉 '외계 행성'으로 부를 수 있었으나), 이후 어떤 이유 때문에 항성의 중력으로부터 벗어나게 되었을 것이다.

## 명명법

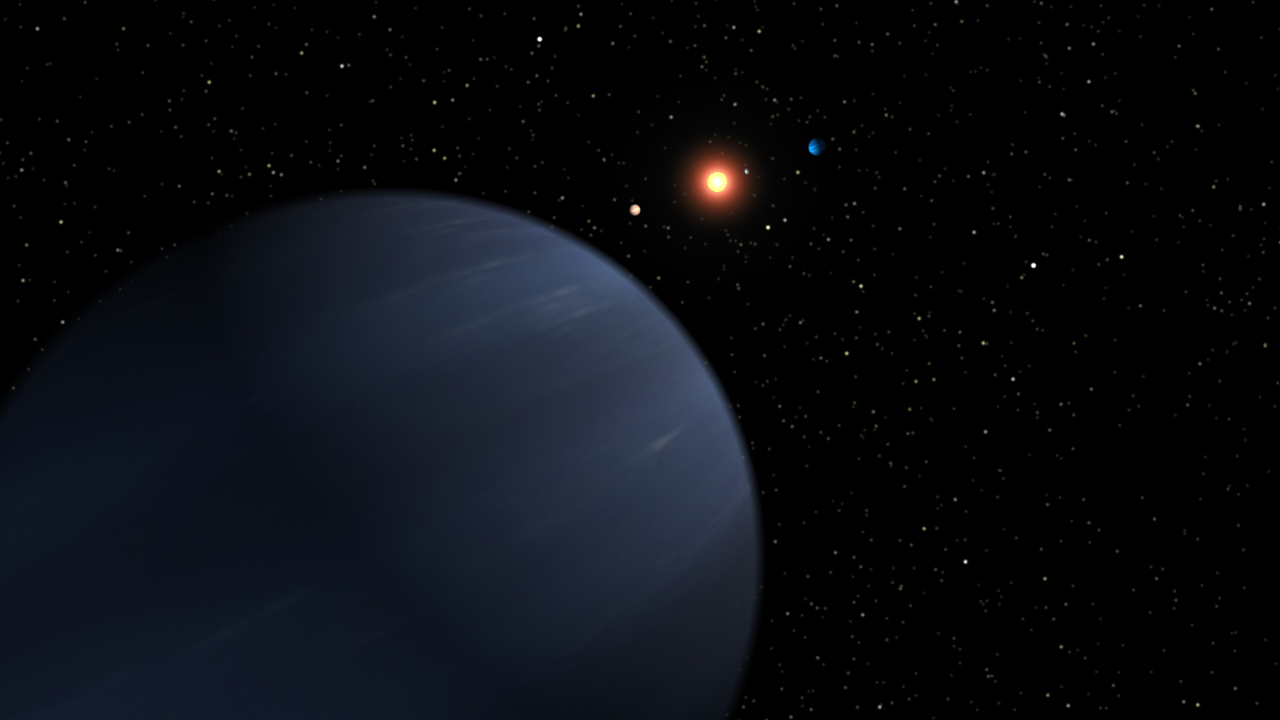
게자리 55 f의 상상화. 2009년 7월 시점에서 게자리 55는 태양 다음으로 많은 자식 행성을 거느린 것으로 확인된 천체이다.

외계 행성의 명명법은 쌍성계의 항성 구성원들 이름을 붙이는 것과 다르지 않다. 다만 차이점이라면 항성의 경우 대문자를 붙이지만 행성은 소문자를 붙인다는 점이 다를 뿐이다. 보통 처음으로 행성이 발견될 경우 그 행성의 어머니 항성 이름 바로 뒤에 소문자 'b'를 붙인다(예: 페가수스자리 51 b). 어머니 항성이 A이기 때문에 'a'는 쓰지 않는다. 같은 행성계 내에서 첫 번째 행성이 발견된 뒤 추가로 형제 행성들이 발견될 경우, b 다음의 c, d, e... 순서대로 이름을 얻는다. 동시에 두 개의 행성이 함께 발견될 때도 있는데, 이 경우 항성에 가까운 쪽이 빠른 기호를 받는다. 행성들은 반드시 항성으로부터 가까운 순서대로 발견되는 것은 아니기 때문에 항성으로부터의 순서대로 늘어놓을 경우 뒤죽박죽처럼 보이는 경우도 있다. 예를 들어 글리제 876 행성계의 경우 글리제 876 d는 이전에 발견되었던 글리제 876 b, c보다 항성에 가깝기 때문에 거리 순서로 정렬하면 d, c, b가 된다. 2009년 6월 기준으로 가장 뒤쪽 기호를 받은 행성은 게자리 55 f로, 게자리 55의 다섯 번째 행성이다.
때로는 쌍성계 구성원들 중 어디에 속해 있는지를 명확히 하기 위해 어머니 항성 기호와 함께 표기하는 경우도 있다. 예를 들어 백조자리 16은 A와 B 두 개의 별로 이루어져 있는데, 이 중 B 주위에서 첫 번째 행성이 발견되었고, 이 행성은 A가 아닌 B 옆에 있기 때문에 '백조자리 Bb'라는 이름을 받았다. 마찬가지로 센타우루스자리 알파 Bb도 같은 방식으로 이름을 받은 것이다.
다만 위 법칙을 따르지 않는 경우도 있다. 1995년 페가수스자리 51 b가 발견되기 전 펄사 타이밍법을 이용 펄사 주위를 도는 행성 두 개(PSR B1257+12 B, PSR B1257+12 C)가 발견되어 있었다. 당시 외계 행성 이름을 붙이는 방법이 정립되어 있지 않았기 때문에 두 행성은 "B" 와 "C"로 불렸다(이는 현재 외계 행성들이 알파벳 순서대로 이름을 받는 것과 같다). 그러나 소문자 대신 당시에는 대문자를 사용했는데 이는 항성급 천체들을 부르는 방법이었다. 이후 발견된 세 번째 행성은 PSR B1257+12 A라는 이름을 얻었고, 이는 단순히 셋째 행성이 나머지 둘보다 항성에 가까웠기 때문이었다. 과학 소설 등 일부 명명법은 항성으로부터 떨어져 있는 순서에 따라 로마 숫자를 사용하여 표기하기도 한다. 이는 태양계 외행성의 위성들을 표기하는 옛날 방법(예를 들면 칼리스토를 '목성 IV'로 쓰는 것)에 따른 것인데, 보편적으로 쓰이는 방법은 아니다. 이를 우리 태양계의 경우에 대입하면, 외계 문명이 우리 태양 주위 행성을 찾으려 할 경우 목성과 토성을 가장 먼저 발견할 것이고 그 이름은 각각 '태양 I'과 '태양 II'가 될 것이다. 이후 관측 기술이 더욱 발달하여 태양에 가까운 작은 행성 네 개를 다 발견하면 목성과 토성의 이름은 최종적으로 '태양 V'와 '태양 VI'가 될 것이다. 그러나 현재 외계 행성 명명법에 따르면 목성과 토성은 처음 발견되었을 때 '태양 b'와 '태양 c'라는 이름을 받을 것이며, 이후 나머지 행성들이 발견된다고 하더라도 이름이 고쳐질 일은 없다.
만약 어떤 행성이 쌍성계 내에 있더라도 어머니 항성 둘이 붙어 있지 않고 멀리 떨어져 있는 경우라면, 어머니 항성 대문자 기호가 행성 소문자 앞에 붙는다. 그 행성이 주성(主星)을 돌고 있으며 짝별은 주성으로부터 멀리 떨어져 있거나 혹은 행성이 발견된 뒤 짝별의 존재가 확인될 경우, 어머니 항성의 대문자 기호는 생략된다. 예를 들어 목동자리 타우 b는 목동자리 타우 항성계의 주성 A 주위를 돌고 있으며 따라서 정확한 이름은 목동자리 타우 Ab가 되어야 하나, 목동자리 타우의 짝별은 행성 존재가 확인된 뒤 발견되었으며 주성으로부터도 멀리 떨어져 있기 때문에 대문자를 생략하여 간단히 표기하는 것이다. 다만 백조자리 16 Bb나 사자자리 83 Bb처럼 행성이 주성이 아닌 짝별 주위를 돌 경우 항상 짝별 대문자를 앞에 붙여줘야 한다. 몇몇 행성들은 태양계 행성들처럼 별도의 애칭을 얻은 경우도 있다. 대표적인 경우가 '오시리스'로 불리는 HD 209458 b, '벨레로폰'으로 불리는 페가수스자리 51 b, '므두셀라'로 불리는 PSR B1620-26 b이다. 국제천문연맹은 현재 외계 행성 이름을 붙이는 공식적 지침을 마련하지 않은 상태이다.

## 주요 외계 행성

### 의미있는 발견 사례

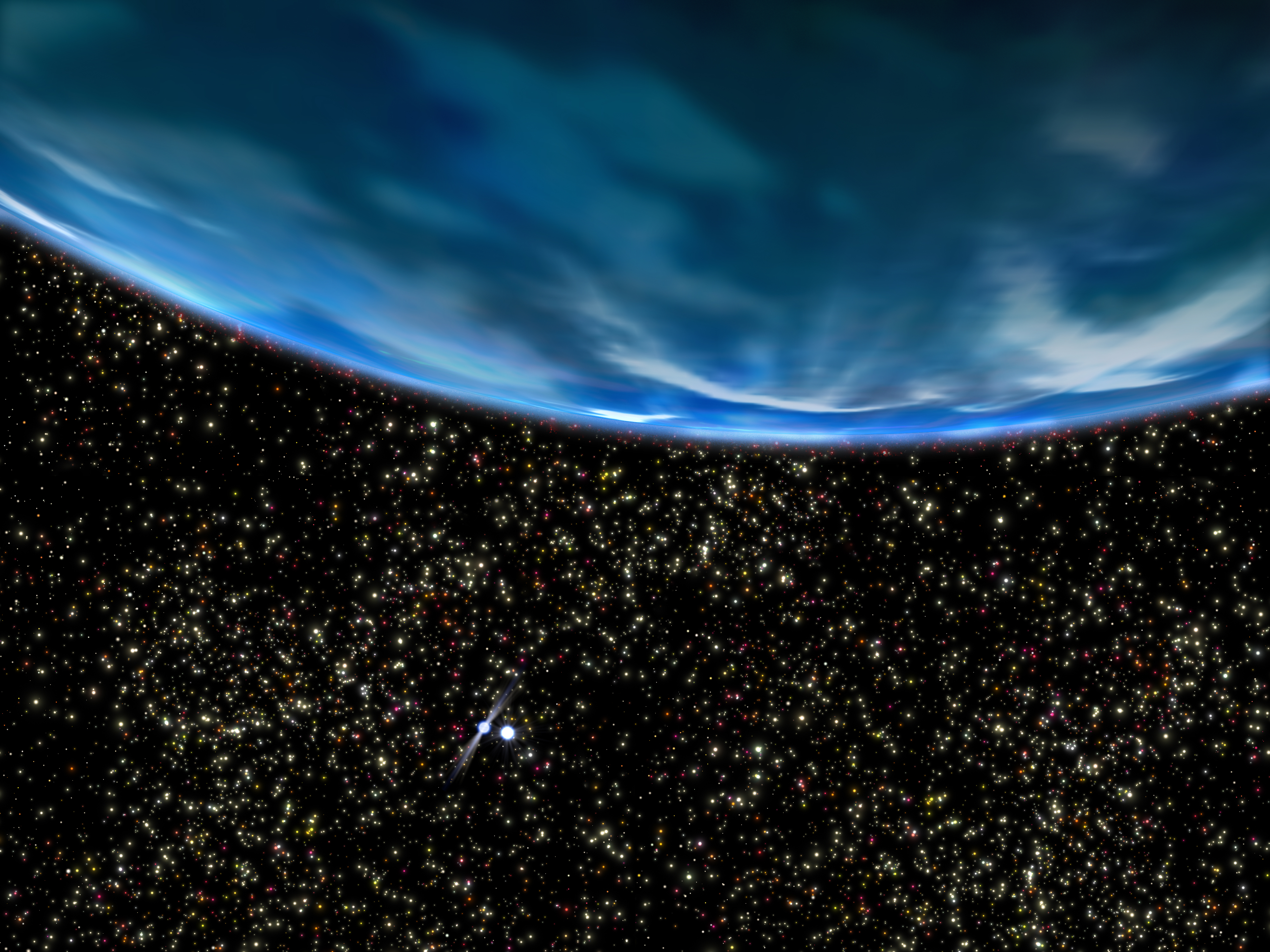
천체 예술가가 펄사 행성 PSR B1620-26 b을 상상하여 그린 것. 2003년 발견되었고 지구에서 12500 광년 떨어져 있으며, 지금까지 발견된 외계 행성들 중 가장 나이가 많다.

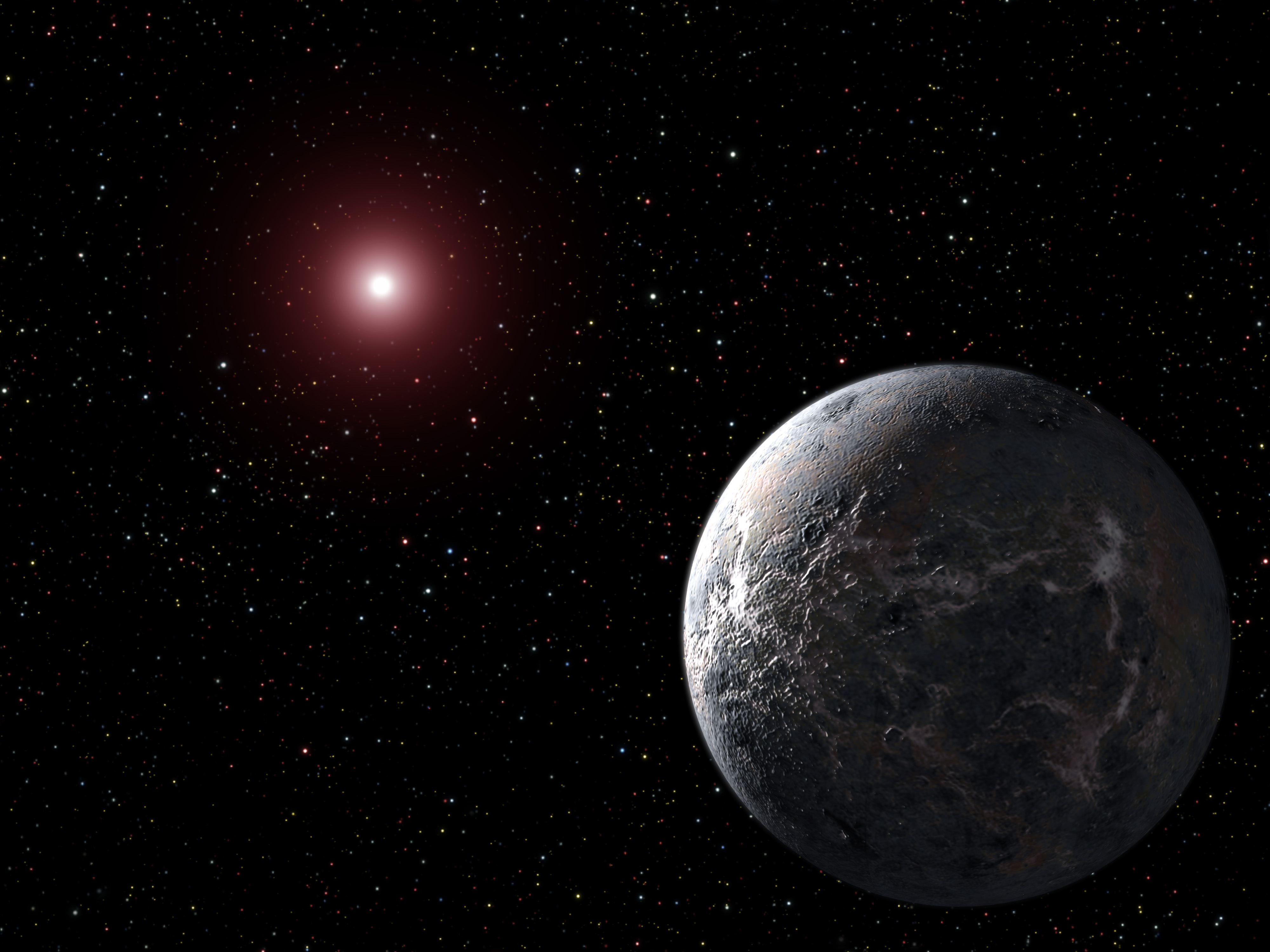
OGLE-2005-BLG-390Lb의 상상도. 표면 온도는 섭씨 영하 220도에 달한다. 지구에서 2만 광년 떨어져 있으며, 중력 렌즈법을 이용하여 발견했다.

외계 행성 발견사에 있어 첫 번째 중대한 사건은 1992년에 있었다. 볼시찬과 프레일은 네이처에 기고한 저널에서, PSR B1257+12 주위를 행성이 공전하고 있다고 밝혔다. 이들 행성은 존재가 최초로 확인된 외계 행성들이었으며, 펄사 주위를 돌고 있다는 점에서 아직까지도 매우 특이한 사례로 꼽히고 있다.
그러나 평범한 항성 주위를 도는 사례 중 최초는 페가수스자리 51 b였다. 이 행성은 메이어와 퀠로즈가 1995년 10월 6일자 네이처 지에 발견 사실을 기고했다. 천문학자들은 당시 이 행성이 '뜨거운 목성'이라는 사실에 당혹해 했지만, 이후 비슷한 사례가 추가로 계속 발견되면서, 어머니 항성 바로 옆을 붙어 도는 사례는 흔한 것임을 알게 되었다.
1996년 - 큰곰자리 47 b목성급 질량으로, 긴 공전 주기를 갖는 최초의 발견 사례. 항성에서 2.11 천문단위 떨어져 있으며 이심율은 0.049이다. 동반 행성도 발견되었는데, 3.39 천문단위 거리에 이심율은 0.220 ± 0.028, 공전주기는 2190 ± 460일이다.
1998년 - 글리제 876 b적색 왜성(글리제 876) 주위에서 최초로 발견된 행성. 항성과의 거리는 태양-수성 간격보다 좁다. 이후 항성에 보다 가까이 붙어 있는 행성들이 추가로 발견된다.
1999년 - 안드로메다자리 웁실론 행성계한 항성 주위를 도는 행성이 두 개 이상 발견된 최초의 사례. 행성들은 모두 목성급 질량을 갖고 있으며 총 3개가 발견되었다. 이름은 안드로메다자리 웁실론 b, c, d로 각각 1996년, 1999년 발견되었다. 질량은 각각 목성의 0.687, 1.97, 3.93배이며, 항성과 떨어진 거리는 0.0595, 0.830, 2.54 천문단위이다.
1999년 - HD 209458 b시선속도법을 이용하여 발견되었으며, 이후 항성 앞을 통과하는 최초의 외계 행성이 되었다.
2001년 - HD 209458 b허블 우주 망원경을 이용, 대기의 존재를 입증했다. 과학자들은 이 행성의 대기에 나트륨이 있음을 알아냈다(그러나 생각보다 그 양은 적었다). 대기 상층부의 구름이 하층 대기를 가리고 있음을 밝혀냈다. 2008년 구름의 반사율를 측정했다.
2001년 - 용자리 요타 b거성 주위에서 발견된 최초의 사례. 항성 용자리 요타는 오렌지색 거성이다. 요타 b의 발견으로, 거성으로 진화할 때까지 행성이 살아남을 수 있음을 보여주었다. 거성들은 활동량의 변화가 크기 때문에 마치 행성이 있는 것처럼 착각을 하게 만들 수 있다. 그러나 요타 b의 질량이 충분히 컸기 때문에 존재를 알아낼 수 있었다. 궤도는 이심률이 매우 크며, 공전궤도 긴반지름은 1.275 천문단위이다. 2008년 용자리 요타는 황소자리 엡실론과 함께 히아데스 성단에서 태어났을 가능성이 제기되었다.
2003년 - PSR B1620-26 b7월 10일 허블 우주 망원경의 관측 자료를 통해 펄사 주위에 알려진 행성들 중 가장 나이 많은 존재가 공전하고 있음을 알아냈다. 이 행성은 전갈자리 방향으로 지구에서 5,600광년 떨어진 곳에 있는, 구상 성단 메시에 4 내에 자리잡고 있다. 이 행성은 쌍성을 공전하는 유일한 존재로, 가운데 쌍성 중 하나는 백색 왜성, 다른 하나는 펄사이다. 질량은 목성의 두 배 정도이며 나이는 약 130억 살 정도로 추정된다.
2004년 - 제단자리 뮤 c유럽 남방 천문대에서 HARPS 스펙트럼 사진기를 이용하여 발견했다. 질량은 지구의 14배 정도로 천왕성과 거의 비슷하기 때문에, '뜨거운 해왕성' 또는 '슈퍼지구'라는 별칭도 붙었다.
2004년 - 2M1207 b갈색 왜성 주위를 도는 것으로 확인된 최초의 행성. 적외선 영역을 통해 직접 행성의 상을 얻을 수 있었다(이는 행성을 직접 촬영한 최초의 사례이다). 질량 최솟값은 목성의 5배 정도에, 갈색 왜성에서 약 55 천문단위 떨어진 거리를 돌고 있는 것으로 확인되었다. 이 행성은 매우 뜨거운데(1250 켈빈), 주로 중력 수축 때문이다. 갈색 왜성의 질량은 목성의 25배 정도에 불과하다. 2005년 후반기 갈색 왜성과 행성 사이 거리는 41 천문단위에 행성질량은 목성의 3.3배로 수정되었는데, 이는 갈색 왜성과 지구 사이 거리가 예상보다 가까웠기 때문이다. 2006년 갈색 왜성 주위에 원시행성계 원반이 있음이 확인되었으며, 갈색 왜성 주변에서도 행성이 생겨날 수 있음이 입증되었다.
2005년 - 글리제 876 d6월 글리제 876의 세 번째 행성 존재 사실이 공표되었다. 질량은 지구의 7.5배로, 현재 이 행성은 주계열성을 도는 모든 발견된 외계 행성들 중 두 번째로 가볍다. 암석 행성일 가능성이 크다. 어머니 항성으로부터의 거리는 0.021 천문단위, 공전 주기는 1.94일이다.
2005년 - HD 149026 b7월 어떤 외계 행성보다도 큰 중심핵을 지니고 있는 천체가 발견되었다. 해당 천체 HD 149026 b는 항성 HD 149026을 돌고 있으며 핵의 질량은 지구 질량의 70배 수준(2008년 기준 자료에 의하면 80 ~ 110배이다)으로, 행성 전체 질량의 3분의 2를 차지하고 있다.
2006년 - OGLE-2005-BLG-390Lb1월 25일 OGLE-2005-BLG-390Lb의 발견 사실이 공표되었다. 이 행성은 직전까지 발견된 행성들 중 지구에서 가장 멀리 떨어져 있는 동시에 표면 온도가 가장 낮은 천체였다. 지구에서 약 21,500광년 떨어져 있으며 우리 은하 중심 방향에 자리잡고 있다. 중력 렌즈법을 이용하여 발견했으며 질량은 지구의 5.5배 수준으로 지금까지 주계열성 주위를 도는 외계 행성들 중 질량이 가장 작다. 이 행성 이전 발견되었던 질량 작은 행성들은 전부 어머니 항성 바로 옆에 붙어 있었지만, OGLE-2005-BLG-390Lb는 항성에서 2.6 천문단위 떨어진 곳을 돌고 있다.
2006년 - HD 69830해왕성급 질량 행성 세 개를 거느리고 있는 행성계. 이 행성계는 행성이 3개 있는 것들 중 목성급이 한 개도 없는 유일한 사례이다. 5월 18일 로비스가 발견 사실을 공표했다(3개를 동시에 발견했음). 세 행성 모두 1 천문단위 이내를 공전하고 있다. 구성원 b, c, d의 질량은 각각 지구의 10, 12, 18배이다. 가장 바깥쪽 행성 d는 소행성대를 이끌고 있는 것으로 추측되며, 생물권 내에 자리잡고 있다.
2007년 - HD 209458 b, HD 189733 b2007년 2월 21일 미국 항공우주국과 네이처지는 HD 209458 b와 HD 189733 b 두 행성을 발견했다고 공식 발표했다. 이들은 스펙트럼 관측을 통해 직접 그 존재를 밝혀낸 최초의 사례이다. 행성 대기 스펙트럼을 통해 과학자들은 지성체의 존재 여부까지는 모르더라도, 해당 천체에 생명체가 있는지 없는지를 간접적으로 추측할 수 있을 것이라고 믿어 왔다. 나사 고다드 우주비행센터의 제레미 리차드슨 박사 연구진은 여기에 대한 연구 결과를 2월 22일 네이처지에 기고했다. 이들은 HD 209458 b의 스펙트럼을 7.5 ~ 13.2 마이크로미터 영역에서 측정했다. 그 결과 여러가지로 실망스러운 답이 나왔다. 10마이크로미터 영역에 있을 것이라고 기대했던 피크(이는 대기에 수증기가 있다는 뜻이다)는 나타나지 않았다. 대신 9.65 마이크로미터에 예상치 못했던 피크가 관측되었는데, 과학자들은 이를 대기에 규산염으로 이루어진 구름이 있다는 것을 뜻한다고 주장했다. 이들과는 별개로 제트 추진 연구소의 마크 스웨인 연구진은 리차드슨 연구진의 자료를 분석한 뒤, 자신들의 연구 결과도 그리 다르지 않게 나왔다고 발표했다. 스웨인 연구진은 천체물리학 저널에 자신들의 연구 결과를 발표했다. 나사 스피처 과학 센터의 칼 그릴마이르 연구진은 HD 189733 b를 연구했으며 연구 결과는 천체물리학 저널에 게재되었다. 7월 11일 이들의 연구 결과는 네이처에도 실렸는데, 주요 내용은 HD 189733 b의 대기 스펙트럼에서 물의 존재가 처음으로 증명되었다는 것이다.
2007년 - 글리제 581 c2007년 4월 24일 스페이스닷컴에 발표된 바에 따르면, 이 행성은 표면에 액체 형태의 물이 있을 가능성이 있고, 따라서 생명체가 존재할지도 모른다고 했다. 액체 물의 가능성을 언급한 이유는, 특별한 증거가 발견되어서가 아니라 단순히 이 행성의 거리가 항성으로부터 물이 있을만한 위치에 놓여 있기 때문이었다. 그러나 이 행성을 계속 연구한 결과 글리제 581 c는 금성과 같은 엄청난 온실 효과 상태에 놓여 있으며 따라서 표면의 물은 열기 때문에 액체 상태로 존재할 수 없다는 결론을 얻었다. 오히려 c보다 항성에서 멀리 떨어져 있는 글리제 581 d가 생명체가 살기에 더 좋은 환경으로 밝혀졌다. SETI 연구소의 수석 천문학자 세스 쇼스탁은 "글리제 581이 생명체를 품기에 적합한 후보로 생각되어 왔으나 지금까지의 연구 결과에 따르면 생명이 존재한다는 증거는 확보되지 않았다"라고 말했다. 글리제 581 c와 d는 시선 속도법을 이용하여 발견되었으며 항성으로부터의 거리는 HARP 관측기구를 통해 계산했다.
2007년 - 글리제 436 b2004년 8월에 발견되었으며, 질량은 해왕성 수준인데 이는 당시 발견된 외계 행성들은 주로 목성 질량급의 거대한 천체들이 많았음에 비교할 때 특이한 사례였다. 2007년 5월 이 행성이 어머니 항성 앞을 통과하는 것이 발견되었는데, 여기서 밝혀진 행성의 질량은 지구의 22배 수준으로 통과 현상을 보이는 외계 행성들 중 가장 질량이 작은 사례였다. 행성의 밀도를 통해 글리제 436 b의 속은 '뜨거운 얼음'의 거대한 핵으로 이루어져 있다고 예측하게 되었다. 항성에서 가까워서 매우 뜨거운 환경임에도 불구하고 행성의 자체 중력 때문에 물은 증발하지 않고 압축되어 밀도 높은 상태로 존재할 것으로 보인다.
2007년 - XO-3b어머니 항성 XO-3 앞을 통과하는 것이 관측되었는데, 여기서 나온 XO-3b의 질량은 목성의 13.24배로 갈색 왜성과 행성의 질량 경계선이라고 여겨지는 13배에 걸쳐 있었다. 이는 당시 발견되었던 외계 행성들 중 가장 무거운 값이었고, 통과 현상을 보이는 행성들 중에서도 당연히 가장 큰 값이었다. 행성의 반지름은 목성의 1.92배 정도일 것이며 이는 발견된 외계 행성들 중에서도 가장 큰 값이다. 1 공전주기는 3.19일에 불과하다. 공전궤도 이심률은 이처럼 항성에 가까이 붙어 도는 행성 치고는 비정상적으로 높다(0.22).
2007년 - TrES-4발견 당시 가장 큰 반지름(목성의 1.7배)과 가장 낮은 밀도(이 행성의 질량은 목성의 0.84배로, 여기서 나온 밀도는 목성 밀도의 7분의 1에 지나지 않는다)를 지니고 있는 것으로 알려진 행성이다. 항성에서 매우 가까운 위치에 있으나, 크게 부풀어 오른 이유가 단순히 항성에서 많은 열을 받기 때문만은 아닌 것으로 알려져 있다.
2008년 - OGLE-2006-BLG-109Lb, OGLE-2006-BLG-109Lc2008년 2월 14일 발견되었으며, 현 시점까지 우리 태양계의 목성, 토성과 흡사한 구조를 갖고 있는 것으로 알려져 있다. 이 둘은 우리의 목성, 토성과 흡사한 질량비를 갖고 있으며, 항성으로부터의 거리도 비슷하다. 가스 행성이 이 정도 위치에 있는 것은, 보다 가까운 곳에 있을 법한 지구형 행성에 생명체가 안정적으로 진화할 시간을 마련해 준다는 의미가 있다. 그 이유는 이처럼 질량 큰 가스 행성은 소행성 등을 중력으로 끌어당겨 제거해 주기 때문이다. 이런 의미에서 이처럼 적당히 멀리 떨어져 있는 가스 행성을 '선량한 목성'으로 부르기도 한다.(반대로 항성에 가까이 붙어 돌고 있는 행성들을 '사악한 목성'으로 부른다)

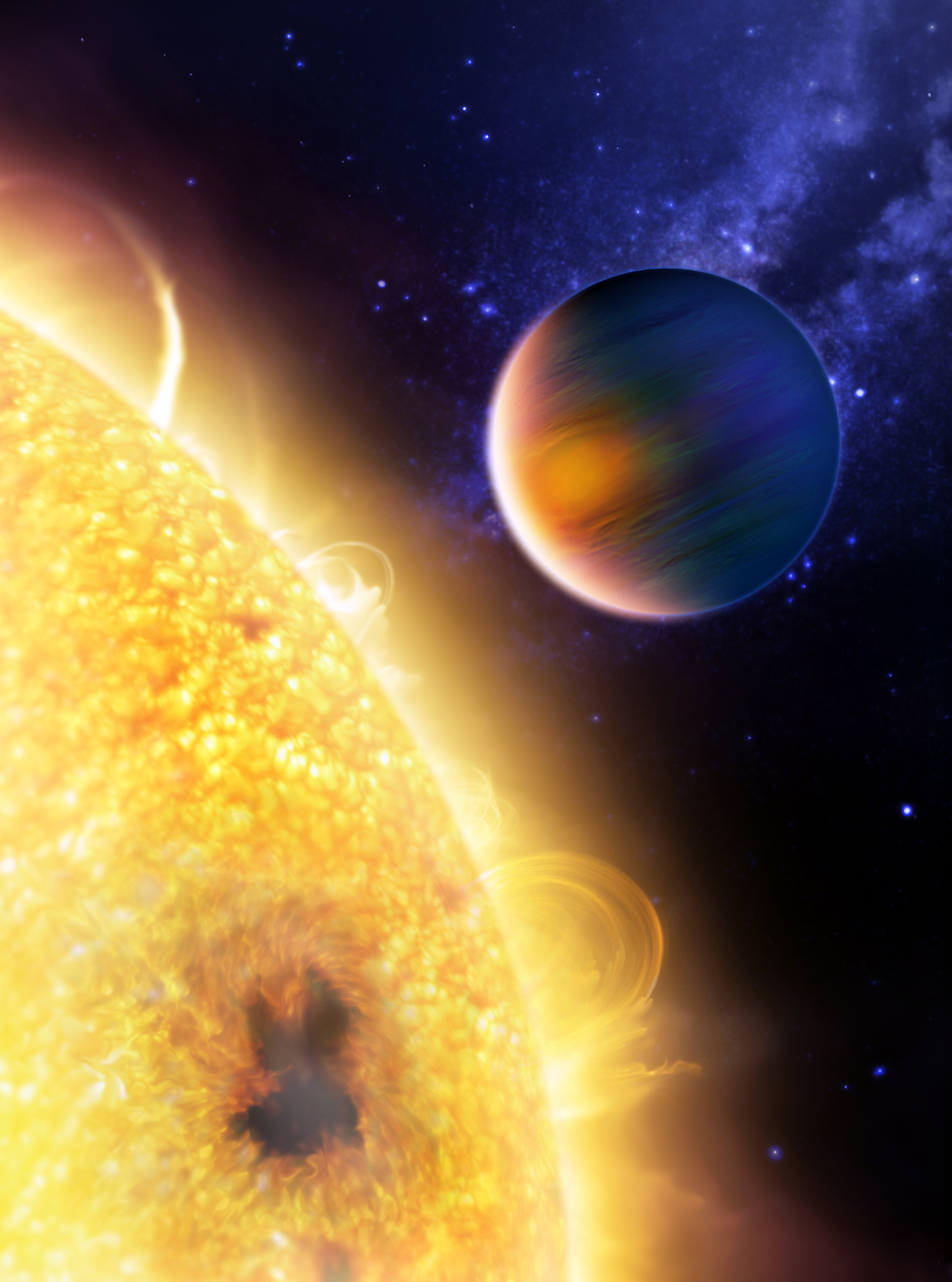
HD 189733 b의 상상화.

2008년 - HD 189733 b3월 20일 네이처 지에 외계 행성 중 최초로 대기에 유기 분자가 발견되었다는 내용이 실렸다. 이 행성의 대기에서 물이 검출된 적은 있으나, 이 추가적인 발견을 통해 물뿐 아니라 메테인도 가스 행성 대기에 존재함을 입증했다. b의 환경은 생명체가 살기에는 너무 가혹하지만, 위 발견은 외계 행성에도 유기 생명체가 존재할 가능성을 열어주었다는 데 의미가 있다.
2008년 - HD 403076월 16일 마이클 메이어는 분광형 K의 오렌지색 주계열성 HD 40307을 도는 슈퍼지구 3개를 한번에 발견했다고 발표했다. 이들의 질량은 지구질량의 4 ~ 9배였으며, 공전 주기는 4 ~ 20일 사이였다. 이 발견은 가스 행성 없이 암석 행성만으로 이루어진 외계 태양계도 있다는 사실을 알려주었다. 칠레 라 실라 천문대에 있는 HARPS 분광사진기를 통해 발견했다. 이 세 행성은 HARPS 분광사진기를 통해 발견한 45개 외계 행성 후보 중 2008년 5월 28일 발견된 7개 내에 포함된 것들이었다. 이 발견으로 외계 슈퍼지구의 숫자는 크게 늘었다. 여기에 터잡아, 천문학자들은 이런 질량 작은 행성들의 수는 목성과 같은 가스 행성의 세 배 규모로 존재할 것으로 추측하고 있다.
2008년 - 포말하우트 b11월 13일 미국 항공우주국과 로렌스 리버모어 국립천문대는 잘 알려져 있는 A 분광형의 주계열성 포말하우트 주위에 있는 먼지 원반을 관측한 결과 외계 행성 한 개를 발견했다고 발표했다. 이는 그 모습을 광학 망원경을 통해 직접 사진으로 담은 최초의 사례이다. 포말하우트 b의 질량은 목성의 3배 정도일 것으로 예측된다.
2008년 - HR 8799역시 같은 11월 13일, HR 8799 주위를 도는 외계 행성 세 개가 한꺼번에 발견되었다는 소식이 전해졌다. 이들 역시 사진을 찍어 발견했으며, 여러 개의 행성을 동시에 사진에 담은 것으로는 최초였다. 캐나다 허즈버그 천체물리학재단 소속 크리스찬 매로이스 연구진이 하와이 소재 제미니 망원경과 켁 망원경을 통해 발견했다. 2007년 10월 17일 이들은 항성 근처에서 제미니 망원경을 이용하여 행성 두 개의 존재를 확인했다. 이후 2007년 10월 25일 및 2008년 여름 이들은 먼저 발견된 행성 두 개의 존재를 검증했으며, 켁 망원경의 화상을 통해 추가로 항성에 보다 가까이 붙어 있는 세 번째 행성의 존재도 확인했다. 2004년 켁 망원경으로 얻은 자료를 통해 사진에 나타난 천체 셋은 행성이 맞음을 검증했다. 이들의 질량 및 항성으로부터의 거리는 각각 10 MJ - 24 AU, 10 MJ - 38 AU, 7 MJ - 68 AU이었다.
2008년 - 처녀자리 HW b, 처녀자리 HW c11월 24일에 쌍성 주위를 도는 두 개의 외계 행성이 발견되었다. 한국천문연구원(원장 박석재)은 광학적외선천문연구부 이재우, 김승리 박사와 충북대학교 김천휘 교수 등 국내외 학자 7명으로 이루어진 연구팀이 두 별로 이뤄진 쌍성(서로의 중력에 묶여 회전하는 두 개의 별) 주위에서 공전하고 있는 2개의 외계행성을 세계 최초로 발견했다고 5일 발표했다. 이 두 개의 행성은 9.1년과 15.8년의 주기로 쌍성계의 질량중심 주위를 공전하고 있다. 행성들의 질량은 각각 목성의 8.5배와 19.2배이고, 표면온도는 각각 영하 3도와 영하 43도로 추정된다.
2009년 - 글리제 581 e4월 21일 유럽 우주국은 적색 왜성 글리제 581 주위를 도는 네 번째 행성을 발견했다고 발표했다. 이 행성의 최소 질량은 지구의 1.94배에 불과했으며 항성에서는 수성~태양의 10분의 1도 안 되는 거리인 0.03 천문단위 거리만큼 떨어져 있었다. 질량과 어머니 항성과의 거리로 볼 때 이 행성의 표면은 건조하게 말라 있을 것으로 추측되며, 따라서 생명체가 존재할 환경은 아닐 것으로 추측된다. 하지만 이 행성의 존재는 지구와 유사한 행성이 우주에 흔할 것이라는 판단을 가능하게 한다.
2013년 - 케플러 70 bB형 준왜성인 케플러 70의 주위를 0.006AU 떨어져 돌고 있는 외계 행성이다. 지나칠 정도로 가까운 거리 때문에 행성은 극단적으로 작열하며, 표면온도가 7178K에 육박한다.
2017년 - NGTS-1bNGT-1을 공전하는 외계 행성이다. 4561만km 떨어진 상태로 모항성을 공전하고 있으며, 모항성의 질량이 행성의 50% 정도로, 목성형행성이 자신의 절반 정도 되는 작은 항성을 공전하는 것은 이번 발견 사례가 처음이다.

### 최초 발견 사례
| 주제                                                             | 행성                                            | 항성                                            | 발견년도 | 주석 |
| ---------------------------------------------------------------- | ----------------------------------------------- | ----------------------------------------------- | -------- | --- |
| 최초로 발견된 행성                                               | PSR B1257+12 B PSR B1257+12 C                   | PSR B1257+12                                    | 1992     | 최초로 발견된 펄사 행성이자 슈퍼지구 - 1988년 이미 세페우스자리 감마를 도는 행성이 발견되었다. - 1989년 HD 114762 b가 이미 발견되었으나 1996년 전까지 공식적으로 인정받지 못했다.                                 |
| 발견 방법별 최초 사례                                            |                                                 |                                                 |          | |
| 펄사 타이밍으로 발견된 최초 행성                                 | PSR B1257+12 B PSR B1257+12 C                   | PSR B1257+12                                    | 1992     | 최초로 발견된 행성이자 최초의 슈퍼지구 |
| 시선속도법으로 발견된 최초 행성                                  | 페가수스자리 51 b                               | 페가수스자리 51                                 | 1995     | |
| 횡단방법을 이용하여 발견된 최초 행성                             | OGLE-TR-56 b                                    | OGLE-TR-56                                      | 2002     | - 2002년 이전 HD 209458 b가 이미 발견된 바 있으나, 공식적으로 검증된 것은 OGLE-TR-56 b보다 늦었다. |
| 미시중력렌즈법을 이용하여 발견된 최초 행성                       | OGLE-2003-BLG-235L b                            | OGLE-2003-BLG-235L/MOA-2003-BLG-53L             | 2004     | |
| 사진을 찍어 발견된 최초 행성(적외선)                             | 2M1207 b                                        | 2M1207                                          | 2004     | 갈색 왜성을 도는 것으로는 최초로 확인된 행성 |
| '평범한 별' 주위를 도는 것으로 최초로 사진이 촬영된 행성(적외선) |                                                 | 1RXS J160929.1-210524                           | 2008     | 태양과 비슷한 항성 주위를 도는 것으로 밝혀진 최초의 항성 |
| 사진을 찍어 발견된 최초 행성(가시광선)                           | 포말하우트 b                                    | 포말하우트                                      | 2008     | A형 주계열성을 도는 것으로 밝혀진 최초 행성 |
| 계(系) 형태별 최초 발견 사례                                     |                                                 |                                                 |          | |
| 단독성계(單獨星系)에서 발견된 최초 행성                          | PSR B1257+12 B PSR B1257+12 C                   | PSR B1257+12                                    | 1992     | 최초로 발견된 외계 행성 - 1989년 HD 114762 b가 발견된 바 있으나 1996년이 되어서야 정식으로 인정받았음. |
| 최초로 발견된 '자유롭게 떠다니는' 행성                           | 오리온자리 S J053810.1-023626 (오리온자리 S 70) | 오리온자리 S J053810.1-023626 (오리온자리 S 70) | 2004     | 목성질량의 3배. 아직 검증되지 않았음. - 일명 이러한 떠돌이 행성들은 아직 행성으로 인정되고 있지 않다. |
| 다중성계(多重星系)에서 발견된 최초 행성                          | 게자리 55 b                                     | 게자리 55                                       | 1996     | 게자리 55는 짝별로 적색 왜성을 먼 거리에 두고 있다. - 세페우스자리 감마도 쌍성계이다(1988년 행성 존재가 예측되었음). - 세페우스자리 감마 Ab는 주성과 반성이 비교적 가까이 있는 항성계에서 발견된 최초의 행성이다. |
| 쌍성주위 궤도상에서 발견된 최초 행성                             | PSR B1620-26 b                                  | PSR B1620-26                                    | 1993     | 이 행성의 어머니 항성들은 펄사와 백색 왜성이다. |
| 행성이 두 개 이상 발견된 첫 사례                                 | PSR B1257+12 A PSR B1257+12 B PSR B1257+12 C    | PSR B1257+12                                    | 1992     | 펄사 행성 여러 개로 이루어진 행성계. |
| 성단에서 발견된 최초 행성                                        | PSR B1620-26 b                                  | PSR B1620-26                                    | 1993     | M4에 자리잡고 있음 |
| 항성 종류별 첫 번째 발견 사례                                    |                                                 |                                                 |          | |
| 최초 펄사 행성                                                   | PSR B1257+12 B PSR B1257+12 C                   | PSR B1257+12                                    | 1992     | |
| 주계열성 주위에서 발견된 최초 사례                               | 페가수스자리 51 b                               | 페가수스자리 51                                 | 1995     | 처음 발견된 뜨거운 목성 |
| ABO(백색~청색의 뜨거운 항성)별 주위에서 발견된 최초 행성         | 포말하우트 b                                    | 포말하우트                                      | 2008     | 가시광선 영역으로 영상을 잡아낸 최초 행성 |
| 적색 왜성 주위에서 발견된 최초 행성                              | 글리제 876 b                                    | 글리제 876                                      | 1998     | |
| 거성 주위에서 발견된 최초 행성                                   | 용자리 요타 b                                   | 용자리 요타                                     | 2002     | - 1997년 알데바란 b를 발견하였다는 주장이 있으나, 아직 검증되지는 않았다. |
| 백색 왜성 주위에서 발견된 최초 행성                              | PSR B1620-26 b                                  | PSR B1620-26                                    | 1993     | - 2007년 GD 66 b가 발견되었으나, 아직 검증되지는 않았다. |
| 갈색 왜성 주위에서 발견된 최초 행성                              | 2M1207 b                                        | 2M1207                                          | 2004     | 최초로 영상을 통해 발견한 외계 행성(적외선 영역). |
| 최초로 발견된 떠돌이 행성                                        | 오리온자리 S J053810.1-023626 (오리온자리 S 70) | 오리온자리 S J053810.1-023626 (오리온자리 S 70) | 2004     | 질량은 목성의 약 3배로 추정되나, 검증되지 않았다. - 떠돌이 행성은 아직 학계에서 행성으로 인정받고 있지 않다. |
| 행성 종류별 최초 사례                                            |                                                 |                                                 |          | |
| 최초로 발견된 뜨거운 목성                                        | 페가수스자리 51 b                               | 페가수스자리 51                                 | 1995     | 주계열성을 도는 것으로는 처음 발견된 행성 |
| 최초로 발견된, 주계열성을 도는 지구형 행성                       | 제단자리 뮤 c                                   | 제단자리 뮤                                     | 2004     | 행성 4개가 존재하는 것으로 밝혀졌다. |
| 최초로 발견된, 주계열성을 도는 슈퍼지구                          | 글리제 876 d                                    | 글리제 876                                      | 2005     | 적색 왜성을 돌고 있다. |
| 최초로 발견된, 주계열성을 도는 얼음 행성                         | OGLE-2005-BLG-390Lb                             | OGLE-2005-BLG-390L                              | 2006     | 적색 왜성을 돌고 있다. |
| 기타 최초 사례                                                   |                                                 |                                                 |          | |
| 최초로 발견된 통과 행성                                          | HD 209458 b                                     | HD 209458                                       | 1999     | - 횡단방법을 써서 발견한 행성으로는 OGLE-TR-56 b가 처음이다. |
| 직접 사진을 찍어 발견한, 다중 행성계                             | HR 8799 b HR 8799 c HR 8799 d                   | HR 8799                                         | 2008     | |

## 외계 생명체의 발견 가능성
외계 행성에 대한 연구가 심화될수록, 어떤 조건의 행성에서 외계 생명체들이 존재할지에 대한 의문도 커져 왔다. 관측 기술이 정교해지면서 가스행성 뿐 아니라 보다 작은 질량의 행성들을 탐지할 수 있게 되었다. 현재 보통의 별 주위를 도는 행성들 중 지구의 수 배 질량 정도의 행성까지 찾아내는 수준에 이르렀다. 이는 지구와 같이 생명체가 존재하는 행성이 있을 것이라는 논리를 가능하게 해 준다.
2007년 발견된 글리제 581 d의 경우 항성과의 거리가 너무 멀어 바다가 존재할 수 없을것으로 생각했으나, 2009년 프랑스 그르노블 천문대의 과학자들에 의해 생물권 범위 내에서 공전하고 있는 것으로 새롭게 밝혀졌다.

## 같이 보기
- 외계 행성이 확인된 항성 목록
- 확인되지 않은 외계 행성 목록
- 외계행성의 겉모습
- 타원궤도 가스행성
- 외계 위성
- 외계 행성의 고리